# Frauenbefreiungsbewegung
Die Frauenbefreiungsbewegung, abgekürzt FBB, war eine Organisation in der Schweiz der späten 1960er Jahre und entstand aus der Schweizer Frauenbewegung einerseits und aus den Studentenrevolten andererseits. Die FBB trat 1969 zum ersten Mal an einer Demonstration in Zürich öffentlich in Erscheinung, bald entstanden ähnliche Gruppierungen in den anderen Landesteilen (Mouvement pour la Libération de la femme, MLF und Movimento Femminista Ticinese, MFT). Heute berühmtes Gründungsmitglied und Mitstreiterin war die Gewerkschafterin Christiane Brunner. Die FBB war der Anfang des organisierten Feminismus in der Schweiz.

## Weltanschauung
Die Frauen der FBB sahen die Unterdrückung der Frauen nicht als Nebenwiderspruch, wie ihre marxistischen Genossen, sondern als grundsätzlichen gesellschaftlichen Widerspruch, der sich nicht mit der Aufhebung der kapitalistischen Gesellschaft von selbst lösen würde. So distanzierten sich die Frauen der FBB inhaltlich von der neuen Linken und begannen, im Feminismus den Drehpunkt gesellschaftlicher Veränderung zu sehen.
Die Gesellschaftsanalyse der in der FBB beteiligten autonomen Frauengruppen basierte insbesondere auf den französischen und US-amerikanischen Feministinnen wie Simone de Beauvoir. Teilweise kam es zwischen den Anhängerinnen der verschiedenen theoretischen Ansätze zu heftigen Auseinandersetzungen, wobei sich diese hauptsächlich zwischen den zwei Strömungen Egalitarismus (Gleichheitsfeminismus) und Dualismus (Differenzfeminismus) abspielten.

## Organisation
Die FBB und ihre diversen Gruppierungen sind der autonomen Bewegung zuzurechnen. Obwohl es durchaus Unterschiede zwischen den verschiedenen Gruppen gab, war ihnen allen die Ablehnung von hierarchischen Strukturen gemeinsam.

## Forderungen
Die Mitglieder wollten sich aus den „Zwängen der Kleinfamilie“ befreien, forderten die vollen politischen Rechte für die Frauen der Schweiz (siehe Frauenstimmrecht), kritisierten die Stellung der Frau in der Schweiz und die herrschende Sexualmoral. Sie forderten externe Kinderbetreuung, freien Zugang zu Verhütungsmitteln und machten sich für die Straflosigkeit der Abtreibung stark. Um ihren Forderungen Nachdruck zu verleihen, inszenierten sie medienwirksame Protestaktionen im ganzen Land.
Der konkrete Forderungskatalog von 1969 umfasste:
- bessere berufliche Wiedereingliederung für Hausfrauen
- gleiche Bildungschancen für Mädchen
- Chancengleichheit für Frauen im Beruf
- gleicher Lohn für gleiche Arbeit
- „Hausfrauenlohn“ (für erziehende Mütter)
- mehr, billigere und kinderfreundlichere Kinderkrippen
- kinderfreundliche Wohnbaupolitik, Raumplanung und Regionalplanung
- mehr Kindergärten
- Revision des Ehe- und Scheidungsrechts
- bessere Sozialleistungen für Teilzeitarbeitende

## Geschichte
Ihren ersten öffentlichen Auftritt hatten die Mitglieder bei den Feiern zum 75-jährigen Bestehen des Zürcher Frauenstimmrechtvereins. Die junge Sprecherin, Andrée Valentin, warf dabei den Frauen des Vereins vor, nur zu warten statt endlich zu handeln und erklärte ihnen, es gäbe überhaupt keinen Grund zum Feiern. Am 1. Februar 1969, als der Zürcher Frauenstimmrechtsverein mit einem Fackelzug den „Frauenstimmrechtstag“ beging (in Erinnerung an die verlorene Abstimmung von 1959), störte die FBB die friedliche Kundgebung, indem sie als Sexualobjekte und Hausfrauen verkleidet ein Improvisations-Strassentheater aufführten. Sie wollten damit gegen die bürgerliche Rollenzuweisung protestieren.
Im Laufe des Jahres 1969 bildeten sich auch in Basel, Bern, Genf, Lausanne, Locarno und Bellinzona autonome Frauengruppen.
1971 engagierte sich die FBB bei der Unterschriftensammlung für die Eidgenössische Volksinitiative «für Straflosigkeit der Schwangerschaftsunterbrechung» und trug einen grossen Teil der Unterschriften bei.
1975 organisierte die FBB parallel zum vierten Schweizerischen Frauenkongress eine Gegenveranstaltung, an der neben dem straffreien Schwangerschaftsabbruch auch die weibliche Homosexualität, ein Hausfrauenlohn, Frauen im Gefängnis und die spezifische Thematik von Migrantinnen thematisiert wurden. Die FBB-Frauen störten den offiziellen Kongress und stellten ihre Forderung nach freier und kostenloser Abtreibung. Gegen die massiven Proteste der Katholikinnen hiess der Kongress schliesslich eine Resolution zur Unterstützung der Fristenlösungsinitiative gut. Durch die Lancierung der Gleichberechtigungsinitiative durch die traditionellen Frauenverbände näherten sich FBB und diese temporär an.
Im Oktober 1975 riefen die Aktivistinnen der FBB einen nationalen Skandal hervor, als sie aus Protest gegen das Nichteintretensvotum des Nationalrats zum Thema Fristenlösung im Nationalratssaal nasse Windeln auf die Ratsherren warfen.
Die FBB löste sich am Tag ihres 20-jährigen Bestehens 1989 auf.

## Nachlass
- Frauenbefreiungsbewegung Zürich (FBB)/Autonomes Frauenzentrum Zürich im Schweizerischen Sozialarchiv Zürich